# Näsby herrgård, Södertälje kommun
Ej att förväxla med Näsby säteri, Nyköpings kommun eller Näsby gård, Botkyrka kommun.

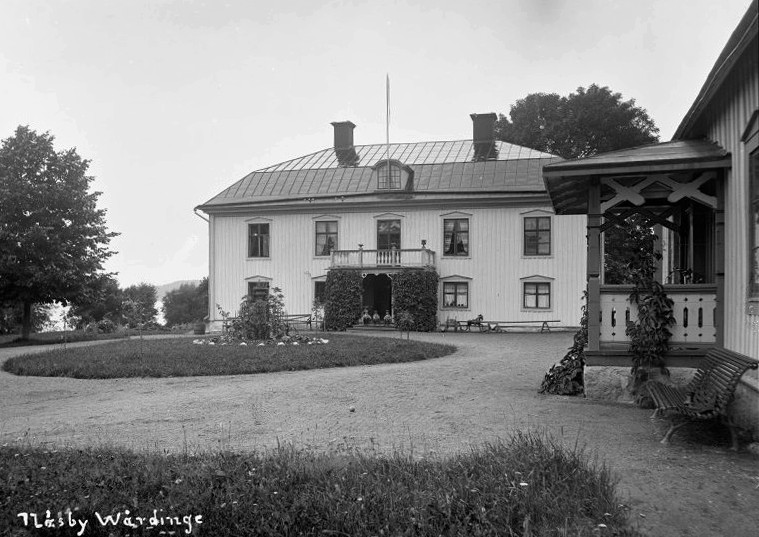
Huvudbyggnaden cirka år 1900.

Näsby herrgård är en herrgård och ett tidigare säteri i Vårdinge socken, Södertälje kommun.

## Byggnader
Herrgården ligger på en udde i Frösjön, drygt 2 km fågelvägen från Gnesta. Huvudbyggnaden innehåller två våningar (11 rum rok jämte hallar). Huvudbyggnaden uppfördes initialt under 1500-talet. Denna påbyggdes sedan med en våning under senare hälften av 1800-talet. Första flygelbyggnaden uppfördes på 1860-talet. Ekonomiska byggnader uppfördes på 1860- och 1890-talet såsom stall, ladugård, loge, magasin, vagnslider, svin- och hönshus mm. Ett kalkstensbrott är beläget på ägorna.

## Historik
Näsby, om ett mantal frälse, tillhörde på 1550-talet Lars Fleming (död 1562) som själv höll avel på gården vilken redan vid denna tid betraktades som ett säteri. Underlydande var och i samma socken vid denna tidpunkt ett hemman Björsta och tre gårdar i Stene, samtliga av frälse natur. Denna egendom gick sedan i arv till dottern Elin Fleming (död 1586) som var gift med Clas Bielke (död 1623) i hans första gifte. Med dennes förverkade gods indrogs även Näsby med underlydande gårdar år 1599 till kronan eftersom gården icke var uppförd i förteckningen över hans eller hans barns ärvda egendomar. Men i landskapshandlingarna från 1600-talets första årtionde är antecknat att Jacob Koskull då innehade Näsby som säteri och att han erhållit det med Bielkes förbrukade gods. Dessa återställdes dock till de förra ägarna och på 1620-talet innehade Erik Bielke Näsby som han före 1630 sålde till Jonas Bure (död 1655). Därvid medföljde Stenegårdarna och dessutom tre hemman i Alby (beläget strax nordost räknat från huvudbyggnaden) men däremot icke Björsta som sagda år låg under Långbro. Sedan dottern Anna Bure (död 1684) år 1639 gifte sig med Carl Silfversparre (död 1661) uppläts Näsby till det unga paret som sätesgård. Åtminstone som änka torde dock icke fru Anna har bott där, ty vid rannsakningen i 1680-talets början befanns säteriet ej så välbyggt som det som sätesgård borde ha varit och jorden brukades då av bönder. Detta föranledde en tillfällig indragning av säteriet och Näsby lydde en tid under Sjunda säteri inom samma socken men sedan Arent Silfversparre (död 1736) ärvt egendomen efter modern återvann han privilegierna som säteri.
Bland senare ägare till Näsby kan nämnas till 1837 kungliga sekreteraren KJ Klingenstierna och 1830 till 1862 brukspatron A.M Tisell och 1862 till 1876 rektor Per Adam Siljeström. Senare har gården tillhört släkterna Friberg, Rådberg, Danielsson och AB Dala Ekeby. 1930 köpte godsägare Einar Schie Näsby. Schie hade förvaltat gården under 1920-talet och fick då chans att förvärva gården. 1937 köpte godsägare Gottfrid Olsson (f. 1885) och dennes maka tandläkare Aagot Saeby-Olsson (f. 1895) gården.
Gottfrid och Aagot fick tre barn, Arne (f. 1923), Berit (f. 1929) och Ingrid (f. 1935).
Efter Gottfrids frånfälle så bodde Aagot kvar ensam på gården till sin död 1986. Ca 1993 såldes gården av dödsboet (Arne, Berit samt Ingrid) till Gunnar Palme som idag bor på gården. En omfattande renovering av gården har genomförts och ytterligare en flygelbyggnad har byggts till för att komplettera gårdsbilden, tidigare fanns enbart en flygelbyggnad på den östra sidan av gårdsplanen.